# G. C. Williamson
George Charles Williamson, né en 1858 et mort en 1942, est un historien de l'art britannique, antiquaire et auteur de nombreux ouvrages sur l'art et les artistes européens. Il écrit parfois sous le pseudonyme Rowley Cleeve.

## Biographie
Il écrit de nombreux livres sur l'art et les artistes européens, en se concentrant sur la période allant de la Renaissance jusqu'à la fin du XIXe siècle.

## Publications

### Seul auteur
- John Russell, R.A. (1893)[3] (voir aussi John Russell.)
- The Money of the Bible (1894)
- Portrait Miniatures from the Time of Holbein 1531 to That of Sir William Ross 1860: A Handbook for Collectors (1897)
- Bernardino Luini (1899)
- George John Pinwell (en) and His Works (1900)
- Francesco Raibolini Called Francia (1901)
- Fra Angelico (1901)
- Frederic, Lord Leighton (1902)
- Murillo (1902)
- Pietro Vannucci Called Perugino (1903)
- Holman Hunt (1903)
- Velazquez (1904)
- The History of Portrait Miniatures (1904)
- Guildford in the Olden Time: Side-Lights on the History of a Quaint Old Town (1904)
- Guildford The Ancient Crypts in the High Street, Guildford (1904)
- Richard Cosway, R.A. (1905)
- Catalogue of the Collection of Miniatures, the Property of J. Pierpont Morgan (1906)
- John Downman (en), A.R.A. (1907)
- George Morland: His Life and Works (1907)
- Catalogue of the Works of Art Belonging to Dr. G.C. Williamson (1909)
- Catalogue of the Collection of Jewels and Precious Works of Art: The Property of J. Pierpont Morgan (1910)
- The Strozzi Collection of Instruments by Erasmus Habermehl (1911)
- Catalogue of a collection of miniatures: The property of His Royal Highness Prince Ernest Augustus William Adolphus George Frederick, Duke of Cumberland, Duke of Brunswick-Lüneburg, K.G., G.C.H. (Priv. print) (1914)
- George, Third Earl of Cumberland (1558–1605): His Life and His Voyages: A Study from Original Documents (1920)
- Daniel Gardner (en), Painter in Pastel and Gouache: A Brief Account of His Life and Works (1921)
- Curious Survivals: Habits and Customs of the Past That Still Live in the Present (1923)
- Stories of an Expert (1925)
- The Book of Famille Rose (1926)
- Signed Enamel Miniatures of the XVIIth, XVIIIth, and XIXth Centuries (1926)
- The Guildford Caverns (1930)
- English Conversation Pictures of the Eighteenth and Early Nineteenth Centuries (1931)
- The Book of Amber (1932)
- The Book of Ivory (1938)
- Recollections of Old School Days (unknown)

### Co-auteur
- George Engleheart, 1750–1829: Miniature Painter to George III (1902; avec Henry Lewis Dillman Engleheart)
- How to Identify Portrait Miniatures (1904; avec Alyn Williams)
- Cities of Northern Italy: Verona, Padua, Bologna, and Ravenna (1906; avec Grant Allen)
- John Zoffany, R. A.: His Life and Works 1735–1810 (1920; avec Lady Victoria Manners)
- Angelica Kauffmann, R.A.: Her Life and Her Works (1924; avec Lady Victoria Manners)
- The Art of the Miniature Painter (1926; avec Percy Buckman)

### Sous le pseudonyme de Rowley Cleeve
- George Romney (1901)
- Sir Joshua Reynolds P.R.A.  (1902)